# Franklin (Minnesota)
Franklin – miasto w Stanach Zjednoczonych, w stanie Minnesota, w hrabstwie Renville. Według danych z 2000 roku miasto miało 498 mieszkańców.